# 宮崎留実
宮崎 留実（みやざき るみ、1980年4月3日-）は、大阪府出身のフリーアナウンサー。圭三プロダクション所属。元奈良テレビアナウンサー。関西学院大学法学部卒業。

## 経歴
- 大学卒業後、大阪のMC企画に所属。のちに、圭三プロダクションへ移籍し、チバテレ『朝まるJUST』のキャスターなどを務めた。現在はテレビ東京『7スタLIVE』にレポーターとして出演中。既婚。

## 出演番組

### 関西在籍時
☆印はラジオ。
- News Up なら（奈良テレビ）-キャスター
- 経済発見（テレビ大阪）-キャスター
- 大阪情報箱（テレビ大阪）-キャスター
- ホップ!ステップ!シャンプ-!（ABCテレビ）
- 全国高校野球選手権大会中継-アルプスレポーター（ABCラジオ）☆
- わくわく土曜リクエスト-中継リポーター（毎日放送ラジオ）☆
- 田渕岩夫の得ダネ!てれび-リポーター（KBSテレビ）

### 移籍後
- 朝まるJUST（チバテレ）
- ものスタMOVE（テレビ東京、2010年10月4日 - 2012年3月30日）
- 7スタLIVE（テレビ東京、2012年4月 - ）